# Lettre d'Aristée

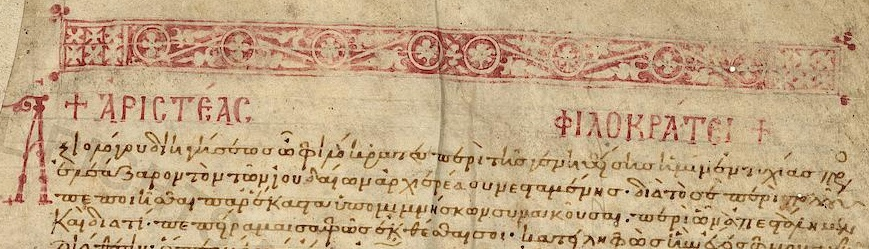
Début de la Lettre d'Aristée à Philocrate. Bibliothèque apostolique vaticane, XIe siècle.

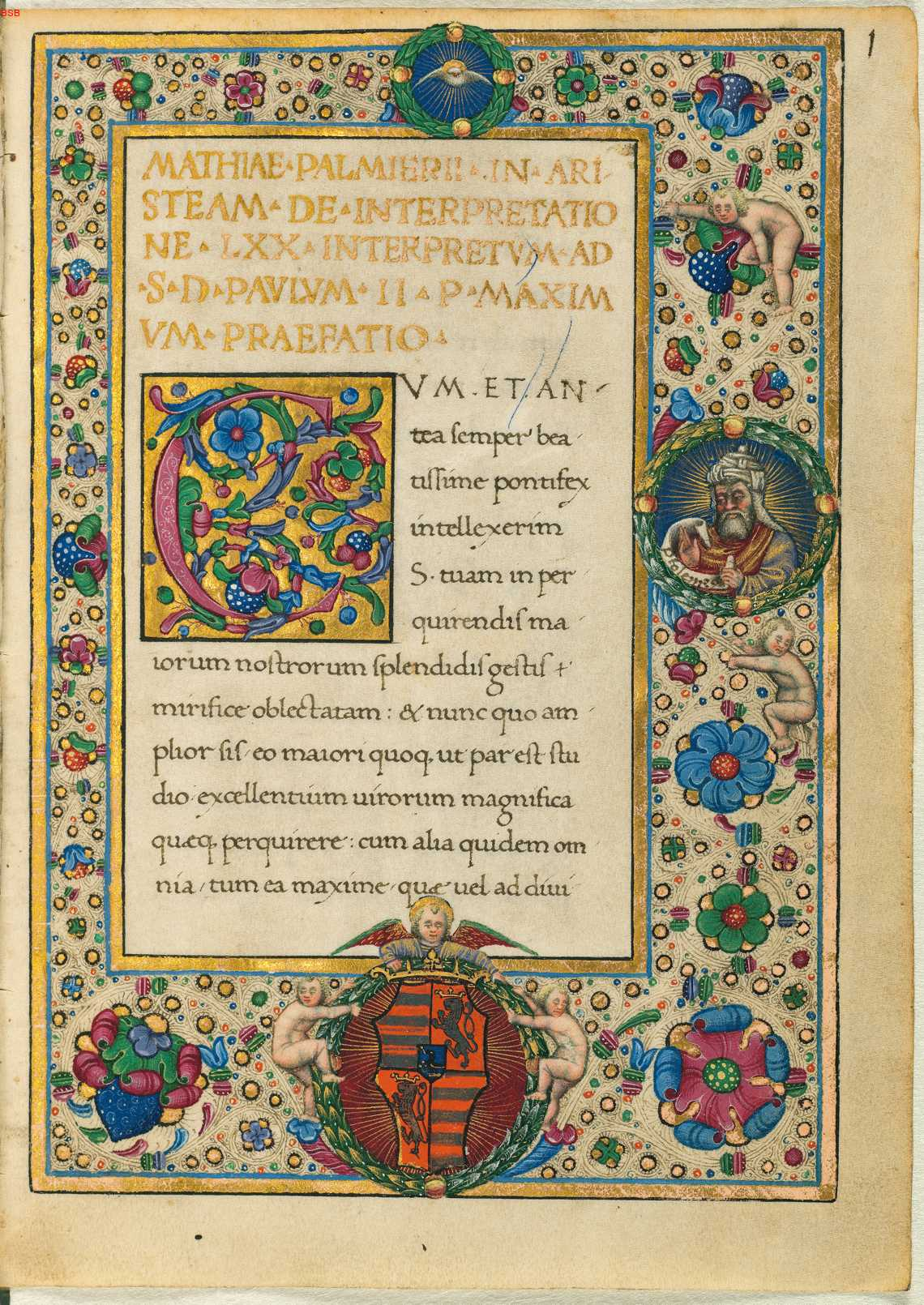
Traduction latine, avec un portrait de Ptolémée II à droite. Bibliothèque d'État de Bavière, circa 1480.

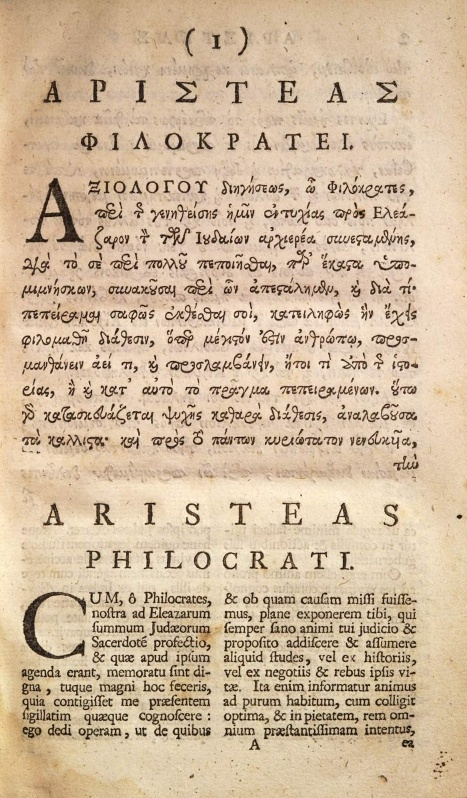
Lettre d'Aristée Édition bilingue gréco-latine d'Oxford de 1692.

La lettre d'Aristée à Philocrate est un pseudépigraphe qui date probablement du IIe siècle av. J.-C., relatant de manière légendaire la traduction en grec du Pentateuque. Il constitue sans doute le premier document rapportant les origines de la Bible grecque des Septante et est un excellent reflet de l'état d'esprit du judaïsme alexandrin (ou judaïsme synagogal) de cette époque.

## Contenu
Aux termes de la lettre, Démétrios de Phalère (v. 360 av. J.-C. - 282 av. J.-C.), fondateur et responsable de la bibliothèque d'Alexandrie, propose au roi macédonien d'Égypte Ptolémée II Philadelphe (v. 309/308 - 246 av. J.-C.) de faire traduire les textes religieux juifs, afin de les inclure dans ses collections. Il suggère de s'adresser au grand prêtre juif, Éléazar II (en), et de lui demander six hommes par tribu, afin de réaliser la traduction. Ptolémée accepte et le projet est mis en œuvre. Dans sa lancée, il fait libérer tous les esclaves juifs d'Égypte.
L'ambassade d'Aristée lui-même et d'André, commandant des gardes du corps, est envoyée à Éléazar, grand prêtre de Jérusalem, avec de magnifiques présents. Ptolémée fait préparer des cadeaux destinés au Temple de Jérusalem ; une lettre les accompagne. La réponse d'Éléazar est affirmative ; elle contient la liste des 72 traducteurs qu'il enverra avec la Loi. S'ensuit la description des présents envoyés à Jérusalem.
La scène se déplace en Judée. Aristée décrit le Temple, le culte, la cité de Jérusalem, la Palestine et ses ressources,. Le grand prêtre, Éléazar II (en), choisit les 72 traducteurs, « maîtres dans les lettres judaïques, mais aussi adonnés à la culture hellénique ». Il prononce l'apologie de la Loi, à l'aide de la méthode allégorique, pour démontrer les raisons profondes des lois alimentaires juives et leur rationalité.
Le récit revient à Alexandrie avec l'accueil des traducteurs. Le roi est présent. Il se prosterne sept fois devant les rouleaux écrits en lettre d'or : « Merci d'abord à vous mes amis, plus encore à celui qui vous a envoyés et par-dessus tout au Dieu dont voilà les oracles. ». S'ensuit un banquet en sept sessions : pendant sept nuits successives, les traducteurs répondent à 72 questions que le roi leur pose, une à chacun ; le roi admire chaque réponse.
La Lettre s'achève par le récit de la traduction. Celle-ci est présentée comme une œuvre collective réalisée en 72 jours — nombre correspondant à celui des traducteurs — dans une île qui — bien que son nom ne soit pas donné — est identifiée à celle de Pharos. On donne lecture de la traduction. Les traducteurs et les délégués du políteuma déclarent : « Il est bon que cette œuvre reste comme elle est, sans la moindre retouche. ». 
S'ensuivent admiration et exclamation générales. Le roi se joint à la liesse. Démétrios déclare que la Loi « vient de Dieu ». On annonce le départ des traducteurs avec des cadeaux du roi pour eux et Éléazar. Dans l'épilogue, Aristée annonce d'autres écrits.

## L'auteur
La lettre est adressée par un dénommé Aristée (nom donné par Flavius Josèphe, Antiquités juives, XII, 12–118) à son frère Philocrate. L'auteur se présente comme un Grec, adepte de la religion olympique.
C'est une élucubration d'un juif anonyme qui se met dans la peau d'un Hellène pour paraître impartial dans l'expression de son admiration à l'endroit des choses juives. La lettre serait antérieure aux persécutions d'Antiochos IV Épiphane, roi séléucide, quand la paix régnait encore en Israël sous son père, Antiochos III dit le Grand.
En 1522, le Catalan Luis Vives (In XXII libros de Civitate Dei Commentaria), suivi par l'Anglais Humphrey Body en 1685 (Contra historiam Aristeæ de LXX. interpretibus dissertatio) montrent qu'il s'agit en fait d'un pseudonyme. L'auteur est un Juif alexandrin, d'où le nom conventionnel de « pseudo-Aristée » qui lui est donné. Il ne faut pas le confondre avec Aristée, historien, auteur d'un Sur les Juifs dont Eusèbe de Césarée a préservé des extraits, ni avec Aristée d'Argos, un partisan du roi Pyrrhus.
Flavius Josèphe adapte et développe le récit conté par la lettre d'Aristée dans le livre XII des Antiquités juives.

## Manuscrits
La lettre nous est connue grâce à 23 manuscrits :
1. Monac. 9, dit O[2] ;
2. Vatic. gr. 383, dit K[2] ;
3. Paris. gr. 129, dit B[2] ;
4. Paris. gr. 5, dit C[2] ;
5. Paris. gr. 128, dit A[2] ;
6. Laurent. Acquisiti 44, dit T[7] ;
7. Barber. IV (56) 474, dit P[7] ;
8. Venet. Marcian. gr. 534, dit G[7] ;
9. Vatic. Palat. gr. 203, dit I[7] ;
10. Vatic. gr. 747, dit H[7] ;
11. Turic. C II (169), dit Z[7] ;
12. Vatic. gr. 1668, dit S[7] ;
13. Paris. gr. 950, dit Q[7] ;
14. Paris. gr. 130, dit D[7] ;
15. Basil. gr. O, IV 10 (Omont 21), dit R[7] ;
16. Br. Mus. Burn. 34, dit F[7] ;
17. Vatic. gr. 746, dit L[7] ;
18. Vatic. Ottob. gr. 32, dit M[7] ;
19. Saragl. (Constple) 8, dit U[7] ;
20. Athen. Nat. 389, dit E[7] ;
21. Monac. 82, dit X[7] ;
22. Scorial. Σ I, 6, dit N[7] ;
23. Angelic. 114, dit W[7].

## La Septante dans le Talmud
Un passage du Talmud rapporte deux récits de la traduction de la Bible hébraïque à Alexandrie :

« On raconte que cinq anciens traduisirent la Torah en grec pour le roi Ptolémée, et ce jour fut aussi grave pour Israël que le jour du veau d’or, car la Torah ne put être traduite convenablement. On raconte également que le roi Ptolémée rassembla 72 anciens, il les plaça dans 72 maisons, sans leur révéler l’objet de ce rassemblement. Il vint voir chacun et leur dit : “Écrivez-moi la Torah de Moïse votre maître”. L’Omniprésent inspira chacun, et ils traduisirent de la même manière. »

## Édition
- Lettre d'Aristée à Philocrate, Introduction, texte critique, traduction et notes, index complet des mots grecs par André Pelletier, éditions du Cerf, Paris, 1962  (ISBN 2-204-03605-6)[9].
- [Vianès 2017] Laurence Vianès, Naissance de la Bible grecque : Pseudo-Aristée, Lettre d'Aristée à Philocrate, suivi de : Épiphane de Salamine, Traité des poids et mesures, et de : Témoignages antiques et médiévaux, Paris, les Belles Lettres, coll. « La roue à livres » (no 80), juin 2017, 1re éd., LVI-296 p., 13,5 × 21 cm (ISBN 978-2-251-44697-4, EAN 9782251446974, OCLC 995878641, BNF 45295438, SUDOC 202652882, résumé, présentation en ligne), p. XI-XXXIX (introduction), p. 3-50 (traduction) et p. 233-250 (notes).